# Lachnus fici
Lachnus fici är en insektsart. Lachnus fici ingår i släktet Lachnus och familjen långrörsbladlöss. Inga underarter finns listade i Catalogue of Life.